# Méouge
Pour les articles homonymes, voir Méouge (homonymie).
La Méouge est une rivière du Sud-Est de la France qui prend sa source dans la Drôme sur la commune de Barret-de-Lioure et traverse les Hautes-Alpes (régions Auvergne-Rhône-Alpes et Provence-Alpes-Côte d'Azur). 
Ce cours d'eau est un affluent de rive droite du Buëch, sur le territoire de la commune de Châteauneuf-de-Chabre, donc un sous-affluent du Rhône par la Durance.

## Géographie

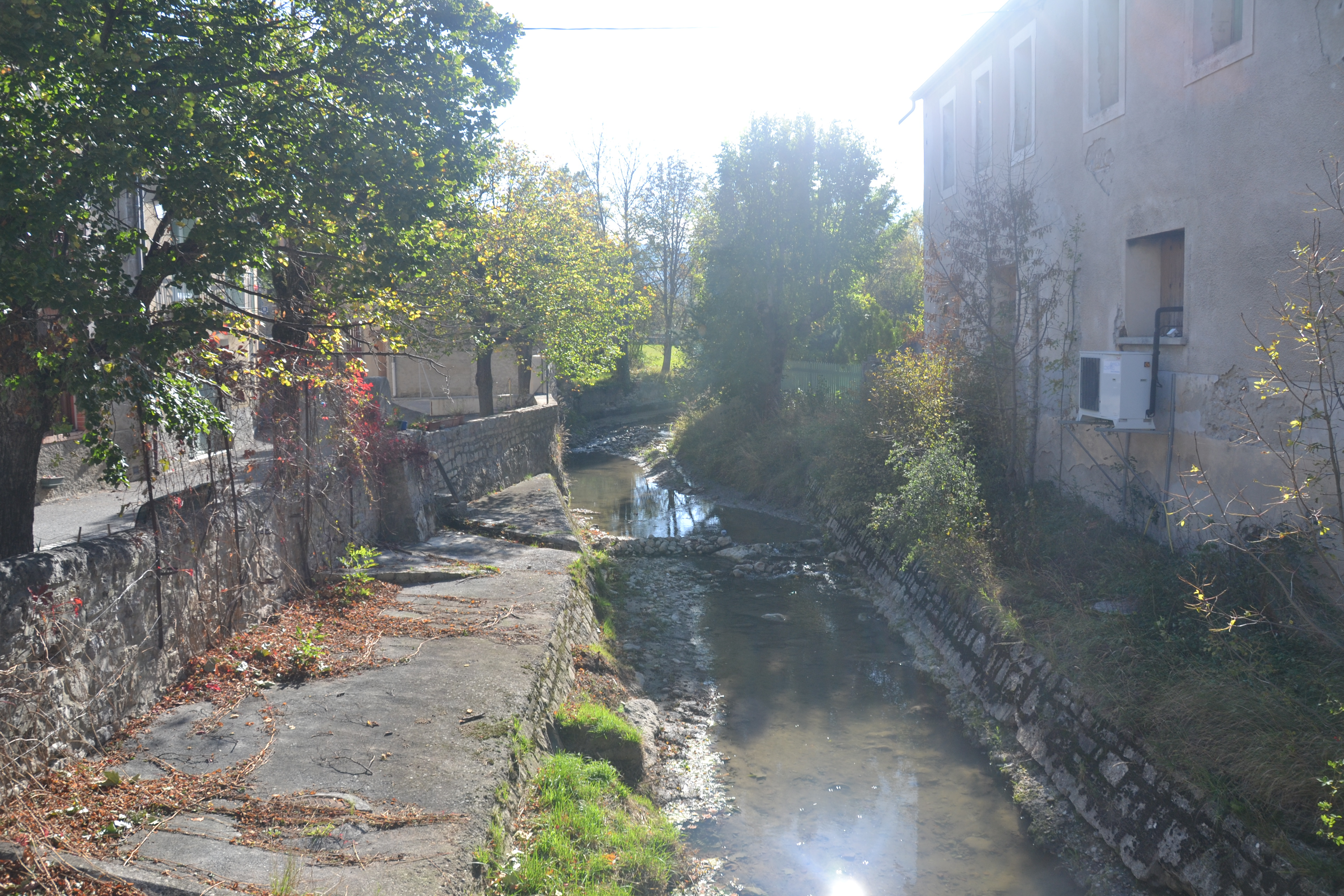
La Méouge à Sédéron.

La longueur de son cours d'eau est de 39,6 km.
Sur la commune de Chateauneuf-de-Chabre, la rivière a formé des gorges naturelles sur près de 7 km dans un calcaire coloré sur un parcours sauvage et insolite où se succèdent petites plages de sable, énormes galets polis, trous d'eau et cascades. Le lieu est réputé pour la baignade. Dans ces gorges, le pont médiéval de Châteauneuf-de-Chabre classé monument historique permet de franchir la rivière. Ces gorges sont également classées Zones Naturelles d'Intérêt Ecologique, Faunistique et Floristique dont la faune et la flore sont protégées.

## Communes et cantons traversés
Dans les deux départements des Hautes-Alpes et de la Drôme, la Méouge traverse onze communes, respectivement cinq et six communes, et deux cantons :
- dans le sens amont vers aval : Barret-de-Lioure (source), Séderon, Vers-sur-Méouge, Eygalayes, Lachau, Ballons, Salérans, Barret-sur-Méouge, Saint-Pierre-Avez, Châteauneuf-de-Chabre, Antonaves (confluence).

Soit en termes de cantons, la Méouge prend source sur le canton de Séderon, et conflue sur le canton de Ribiers.

## Affluents
La Méouge a trente affluents référencés :
- le ravin de Touissas,
- le ravin des Lèbrières,
- le ruisseau du Défens,
- le ravin du Lioron,
- le ravin du Rivadet,
- le Rieu,
- le ruisseau de Villefranche, d'une longueur de 8 km avec quatre affluents
- le ruisseau de Voluy, avec deux affluents
- le ravin de Colombier,
- le ravin de Front-Froide,
- la ravin de Vignard,
- la Saulce, avec un affluent
- le Riançon, avec deux affluents
- l'Auzance, d'une longueur de 12 km, avec deux affluents
- le Mouessoron,
- le ravin de grand Combe,
- le torrent de Couzaut, avec un affluent
- le torrent travers du Serre,
- le ravin Fontaine Aillaud,
- le ravin de Tramier,
- le ravin de l'Eau Salée,
- le torrent du Rif, avec trois affluents
- le torrent de Bigarière,
- le torrent des Fraches, avec un affluent
- le torrent des Vignasses,
- le torrent d'Ourse, avec un affluent
- le torrent de Peysson,
- le torrent de Gironde,
- le torrent du Rif, avec un affluent

## Hydrologie
Le bassin hydrologique a une superficie de 229 km2 pour le SANDRE et 225 km2 pour le SIEM. Il concerne quatorze communes et entre 1 500 habitants et 2 000 habitants, la plupart dans la Communauté de communes du canton de Ribiers Val de Méouge. 

## Hydronymie, toponymes et évocations

### Hydronymie
Son hydronyme est attesté sous la forme latine Mulgia en 1177, Melga en 1197 dans archives des Hautes-Alpes, Meuga 1365 dans les archives de l'Isère, Ripperia de Meusa en 1520 dans le Terrier de Mévouillon.
Meoujo en provençal.

### Toponymes
La Méouge attache son nom à deux communes : Vers-sur-Méouge (Drôme) et Barret-sur-Méouge (Hautes-Alpes).

### Évocations

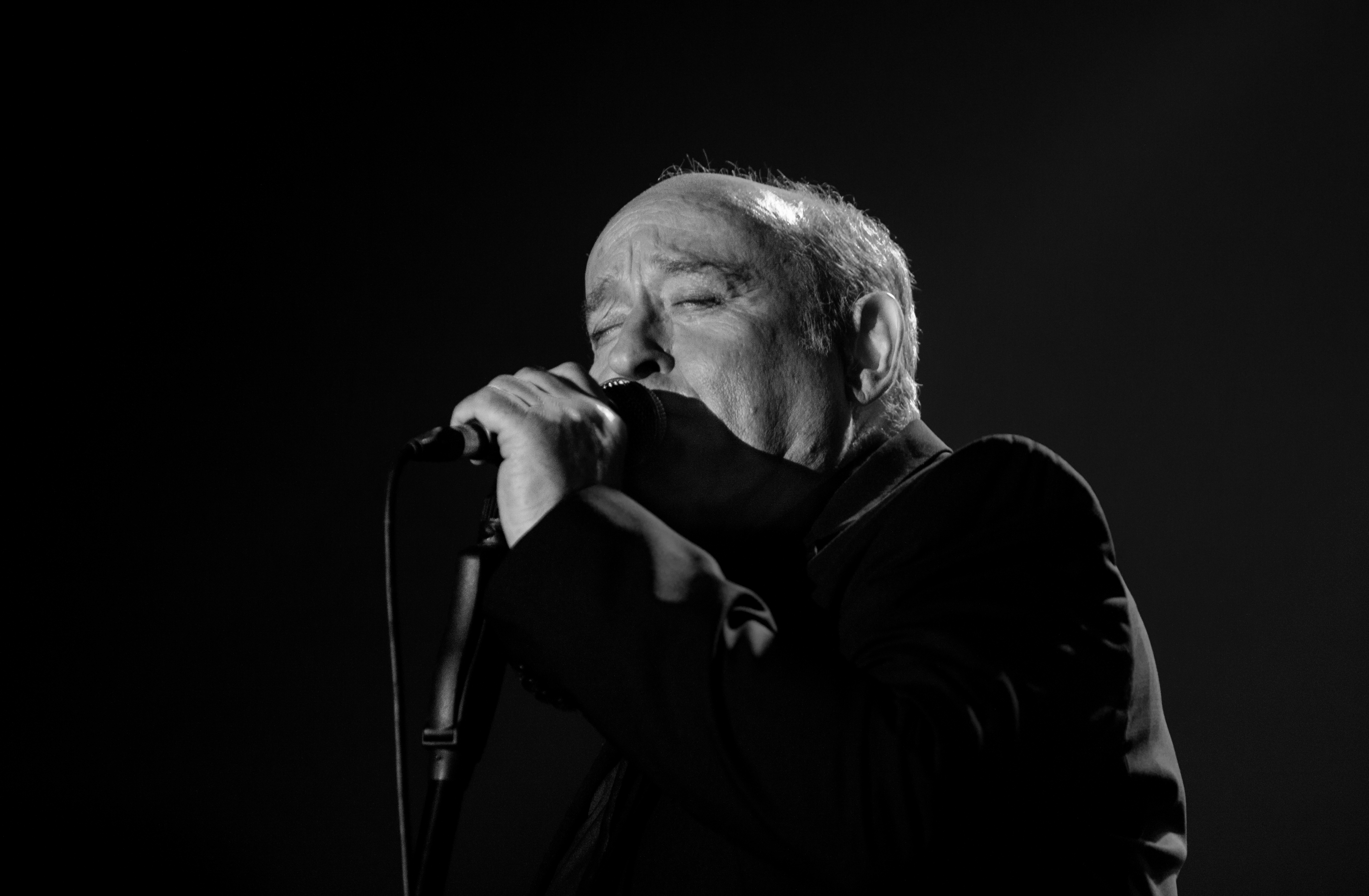
Michel Jonasz en 2017.

L'auteur-compositeur-interprète français Michel Jonasz évoque cette rivière dans une chanson dénommée La Méouge, le Rhône, La Durance dont on peut entendre cet extrait :
« Et bientôt nous irons ombres parmi les ombres sans savoir où aller... Sans rien voir du chemin de rocaille qui descend vers la mer, la Méouge, le Rhône ou la Durance »
Cette chanson est tirée de son album au nom identique, sorti en 2019.